# Aufhof
Aufhof ist ein Ortsteil der oberschwäbischen Gemeinde Eppishausen im Landkreis Unterallgäu. 

## Lage
Die Einöde liegt etwa sechs Kilometer nordöstlich des Hauptortes und ist über die Staatsstraße St 2027 und die Kreisstraße MN 3 mit dem Hauptort verbunden. Er gehörte ursprünglich zur Gemeinde Könghausen und wurde mit dieser im Zuge der Gebietsreform in Bayern am 1. Juli 1972 in die Gemeinde Eppishausen eingegliedert.